# 関山美沙紀
関山 美沙紀（せきやま みさき、2月22日 - ）は、日本の女性声優。兵庫県出身。81プロデュース所属。

## 略歴
神谷明をテレビで観て職業の声優の存在を知った。
81演技研究所・大阪校卒業。

## 人物
声種はメゾソプラノ。
アニメ、テレビ、ラジオ、吹き替えなどで活躍。
特技はテニス。高校時代はテニス部に所属していた。
アメリカ系雑貨の大ファンと公言している。自身のブログでは、NHKで放送された「ALF(アルフ)」の人形を紹介するほどである。

### エピソード
「東京アニメセンターNEWS」ではコラムを連載しており、そのタイトルを「関山美沙紀のもっ尻ぷりんぷりん！」としている。このタイトルについて、「お尻好きなのと、ブログタイトルの「もっちり」をかけてこんなタイトルにしました」と語っている。
体調不良で番組を休む事になった声優の嶋村カオルに代わり、2012年6月2日放送よりTBS『ランク王国』のメインキャラクター「ラルフ」の代役を急遽担当。その後2013年2月26日に嶋村が永眠したため、事実上2代目となる。

## 出演
太字はメインキャラクター。

### テレビアニメ
2005年
- ガラスの仮面（安子）
- 格闘美神 武龍（チエ）
- ふしぎ星の☆ふたご姫（ドール）

2006年
- 銀魂（2006年 - 2010年、子供B、子エリザベス、しんちゃん、子供、幼少の伊東鴨太郎 他）
- ちょこッとSister（タケシの母）
- となグラ!（鈴原ちはや）
- 爆球Hit! クラッシュビーダマン（子供B）
- 武装錬金（生徒）

2007年
- 風の少女エミリー（キャリー）
- キスダム -ENGAGE planet-
- School Days（アメリア）
- のだめカンタービレ（2007年 - 2010年、相沢舞子、女友達、アルマン） - 3シリーズ
- BLUE DROP 〜天使達の戯曲〜（看護婦）

2008年
- RD 潜脳調査室（介助士、女性講師）
- カオス;ヘッド -CHAOS;HEAD-（拓巳の母親）
- 絶対可憐チルドレン（生徒）
- ぜんまいざむらい（高田の婆、女の子、町人女）
- それいけ!アンパンマン（みかづきまん〈4代目〉）
- のらみみ（タカ雪の母）
- 北斗の拳 ラオウ外伝 天の覇王（シモトの母）

2009年
- 青い花（女教師、先輩、部員B、部員A、演劇部部員）
- 明日のよいち!（よしお）
- エレメントハンター（サブリナ・フォード）
- 極上!!めちゃモテ委員長（母）
- こばと。
- 神曲奏界ポリフォニカ クリムゾンS（ユフィの母親）
- 鉄腕バーディー DECODE:02（巫女）
- とある科学の超電磁砲（子供）
- はじめの一歩 New Challenger
- よくわかる現代魔法（女担任、男の子）

2010年
- 裏切りは僕の名前を知っている（卓也）
- おとめ妖怪 ざくろ（三扇）
- こねこのピムとポム（フレッド）
- さらい屋 五葉（遊女 他）
- NARUTO -ナルト- 疾風伝（マブイ）
- はなまる幼稚園（葵の母）
- 迷い猫オーバーラン!（お客）
- RAINBOW-二舎六房の七人-（娼婦）

2017年
- アキンド星のリトル・ペソ（ピラット他）

2018年
- おそ松さん（主婦）

2019年
- ダンジョンに出会いを求めるのは間違っているだろうかII（村人）
- 食戟のソーマ 神ノ皿（斎藤母）

### 劇場アニメ
- チョコレート・アンダーグラウンド（2009年、アナウンサー）
- 劇場版 NARUTO -ナルト- ブラッド・プリズン（2011年、マブイ）

### OVA
- せんせいのお時間ごぉ〜るど（2004年、オペレーターC）
- 舞-乙HiME 0〜S.ifr〜（2008年、オペレーター）
- らんま1/2 悪夢!春眠香（2010年、女生徒A）

### ゲーム
- SANGOKU CHAOS 〜三国CHAOS〜MMORPG（2010年、馬岱）
- でんぢゃらすじーさんと1000人のお友だち邪（2012年、マモール教授）
- ファイナルファンタジーVII リメイク（2020年）
- ファイナルファンタジーVII リバース（2024年）

### ドラマCD
- アラビアンローズ〜ライラの受難〜（マルジャーナ）
- EX!（和恵理子）
- おとめ妖怪 ざくろ ドラマCD 活劇音盤 〜さき、共々と〜（三扇）
- クロム・ブレイカー（楓）
- となグラ!「有坂家SIDE」（鈴原ちはや）
  - となグラ!「神楽家SIDE」（鈴原ちはや）
- ドラマCD テイルズ オブ ハーツ（街人）
- NAKED BLACK（セツナ）
- バス走る。
- THE IDOLM@STER MILLION THE@TER WAVE 05 ARCANA（2020年、商店街の人）

### 吹き替え

#### 映画
- あなたは私の婿になる
- アメリカンクルード
- アローン・イン・ザ・ダーク
- アローン・イン・ザ・ダークII
- イントゥ・ザ・ワイルド
- インパクト・ポイント 狙われたビーチの妖精
- オープン・ウォーター
- オープン・ウォーター2
- お買いもの中毒な私!（受付嬢）
- キューティ・ブロンド3（ルヴィア 他）
- キューブRED
- サンタ・バディーズ 小さな5匹の大冒険 ディズニー （ピート）
- スペース・バディーズ 小さな5匹の冒険
- スコーピオン・キング
- ゾディアック
- ゾンビ・ホスピタル
- チャーリー・シーンのミスター・グッド・アドバイス
- ネバー・サレンダー 肉弾凶器 ※テレビ東京版
- バンコック・デンジャラス
- ビッグ・バグズ・パニック（ジェドの娘）
- ブラインドネス（ジュリアン・ムーア）※劇場音声ガイダンス担当
- Mr.ウッドコック -史上最悪の体育教師-
- 水の中のつぼみ
- みんな私に恋をする（ジェーン〈アレクシス・ジーナ〉）
- 雷神-RAIJIN-
- ラブ・アペタイザー
- ルール6
- 私がクマにキレた理由（タニヤ 他）

#### テレビドラマ
- ウルトラ・バイオレンス（ドナ）
- コールドケース4 #24
- 5IVE（ニッキ 他）
- ザ・ホスピタル（ヤーホイ・他）
- スーパーナチュラル（シーズン3）
- バトルスター・ギャラクティカ（レーストラック）
- マインドフルに殺して(ニコル・エグマン)
- ミディアム3 霊能者アリソン・デュボア #18
- プライベート・プラクティス2 迷えるオトナたち（モーガン） #18、19、20
- プライベート・プラクティス3 #1、2、6、7
- プライミーバル
- ブラザーズ&シスターズ #42,46,49〜53
- 弁護士イーライのふしぎな日常（フェリシア） #3
- リ・ジェシス3 バイオ犯罪捜査班 #9
- レイブン 見えちゃってチョー大変!（ジェリー）

#### アニメ
- イン・ヤン・ヨー!（エラ・メンタル）
- カンフーパンダ〜運命の拳〜（ファントン）
- ザ・リプレイス 大人とりかえ作戦（ハコボ）
- シュレック3
- チェブラーシカ（トービク）
- ティーン・タイタンズ 東京で大ピンチ!（コンピューター）
- ベン10（ジョーイ/ロジョ、タイニー、他）
  - ベン10 オムニトリックスの秘密（マヤックス）

### ボイスオーバー
- 日立 世界・ふしぎ発見!（TBS/2008年06月14日）
- 世界ふれあい街歩き（NHK/2009年2月19日）
- 世界ウルルン滞在記（毎日放送）
- 新地球ミステリー!1秒の世界III（TBS/2008年1月12日）
- 世界驚愕リサーチ 数字は嘘をつかない!（テレビ東京）
- 地球!ジオグラTV（TBS）

### テレビ番組
- おはスタ お坊サンバ!!チワ丸のあわわサンデー!（チワ丸）
- まるごとプッチーニ〜生誕150年記念・その人と音楽大全集〜（NHK-BS hi/2008年12月23日/ナレーション）
- ランク王国（ラルフ〈代役→2代目〉[10]）
- 天才てれびくんYOU（コーナーナレーション）
- アクティブ10 レキデリ（ナレーション）

### CM
- 風に舞い上がるビニールシート（NHK土曜ドラマ）
- 激恋（NHKミッドナイトチャンネル）
- ユニゾンリーグ（ソード・オラトリアコラボCM）
- ワコール（CW-X）

### ラジオ
- OBC 声優王国!あんたの声が好きやねん（パーソナリティ）
- FMやまと 今夜はとことん!声優王国（パーソナリティ）
- FM MOOV神戸 せっきーのええ声（DJ）
- FM MOOV神戸 Delicious Flavor（レポーター）
- FM PORT TOKYO→NIIGATA MUSIC CONVOY（2006年10月担当パーソナリティ）

### デジタルコミック
- VOMIC
  - バドガール（柊一華）
  - PSYREN -サイレン-（夜科フブキ）

### オーディオブック
- 月とライカと吸血姫 1 - 4（2019年 - 2021年、朗読（地の文））
- ウズタマ（2020年[13]）
- 一等星の恋（2021年[14]）

### ポッドキャスト
- 江戸東京人セミナー（司会進行）

### コラム
- 「東京アニメセンターNEWS」

### 舞台
- 「カリフォルニアドリーミン」
- 「赤ずきんちゃんの森の狼たちのクリスマス」
- 朗読劇「THE ROUDOKU2「一等星の恋」」（2021年[14]）
- 絵本朗読LIVE「ビロードのうさぎ〜ペールトーン〜」（2025年[15]）

### その他コンテンツ
- 東京アニメセンター『声優の日』2007年11月17日より毎月第3日曜日〜（MC）
- 「わくわく声優教室」杉並アニメーションミュージアム（司会）
- 「月刊 おひさま」（小学館 ナレーター）
- CR怨み屋本舗（曽武川由香）※パチンコ

## ディスコグラフィ

### キャラクターソング
| 発売日  | 商品名                                                        | 歌                                                     | 楽曲                 | 備考                                        |
| 2006年  | 2006年                                                        | 2006年                                                 | 2006年               | 2006年                                      |
| ------- | ------------------------------------------------------------- | ------------------------------------------------------ | -------------------- | ------------------------------------------- |
| 6月21日 | となグラ!キャラクターミニアルバム 香月&ちはや                 | 鈴原ちはや（関山美沙紀）                               | 「ラブバルーン」     | テレビアニメ『となグラ!』関連曲             |
| 7月26日 | DRAMATIC☆GIRLY                                                | 神田朱未、大原さやか、葉月絵理乃、関山美沙紀、辻あゆみ | 「DRAMATIC☆GIRLY」   | テレビアニメ『となグラ!』オープニングテーマ |
| 8月23日 | となグラ! キャラクターソングアルバム となりぐらしDiscography! | 有坂香月（神田朱未）、鈴原ちはや（関山美沙紀）         | 「恋は大騒ぎ」       | テレビアニメ『となグラ!』関連曲             |
| 8月23日 | となグラ! キャラクターソングアルバム となりぐらしDiscography! | 鈴原ちはや（関山美沙紀）                               | 「絶対レンアイ感！」 | テレビアニメ『となグラ!』関連曲             |